# Monoï

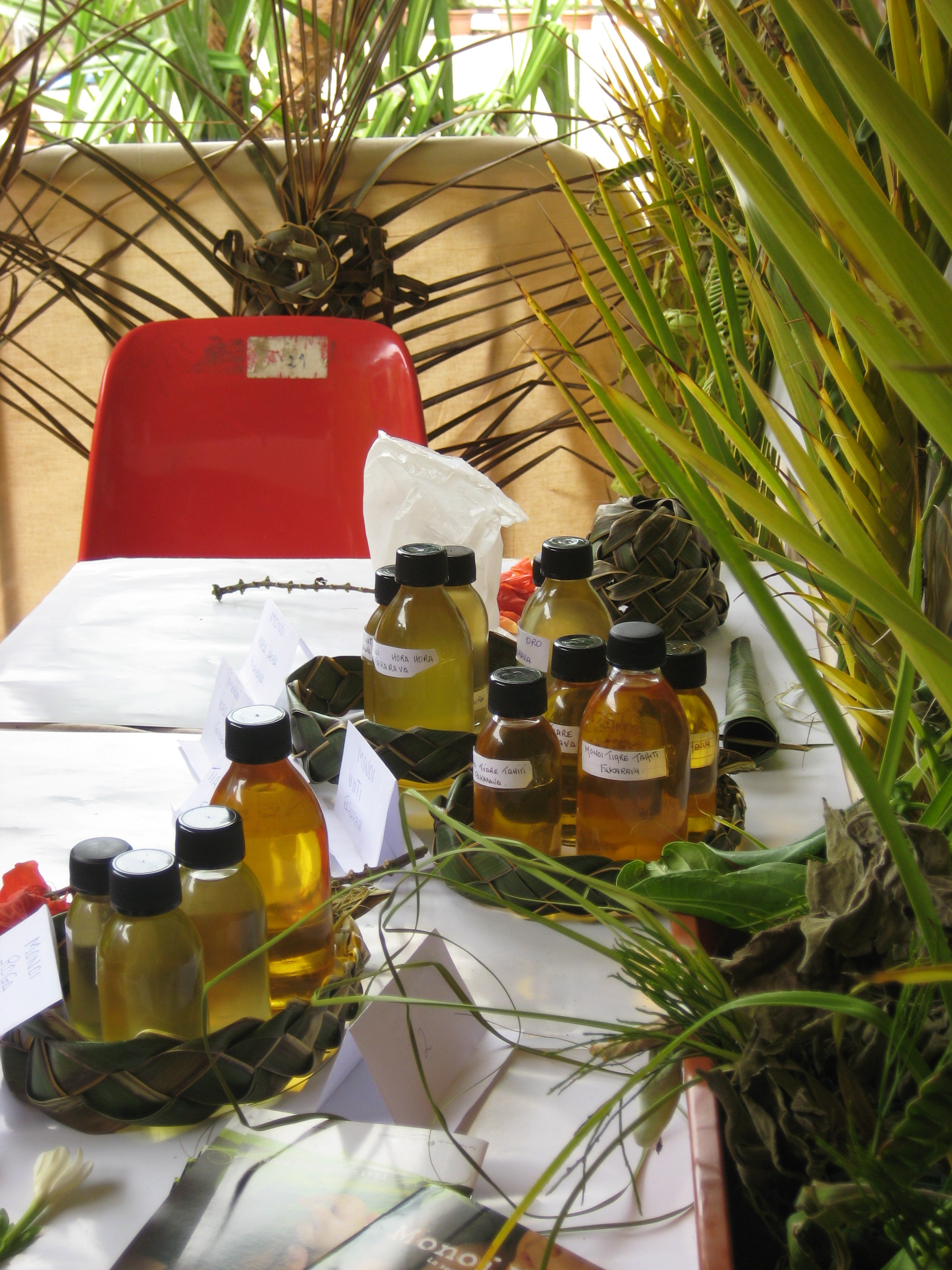
O Monoï é um óleo perfumado que resulta da maceração das flores de Tiaré no óleo de coco.

O Monoï (ou chamado Óleo de Monoï) é um óleo essencial e produto cosmético obtido através da maceração das flores de Tiaré no óleo de coco. O monoï é um produto tradicional com denominação de origem das ilhas que compõem actualmente o arquipélago da Polinésia francesa, utilizado vulgarmente como óleo bronzeador e que evita a desidratação da pele durante a sua exposição ao sol, embora não proteja contra a radiação ultravioleta (UVA e UVB). É também utilizado como óleo de massagem e de embelezamento do cabelo.
Na indústria dos produtos cosméticos este óleo essencial é também chamado de Monoï do Tahiti ou Monoï Tiaré.